# Conicera aldrichii
Conicera aldrichii är en tvåvingeart som beskrevs av Charles Thomas Brues 1904. Conicera aldrichii ingår i släktet Conicera och familjen puckelflugor. Inga underarter finns listade i Catalogue of Life.